# احمد پاکتچی
احمد پاکتچی (زاده ۱۳۴۲ تهران) متخصص قرآن، مدیر قرآن دائرة المعارف اسلامی متخصص علوم قرآن و حدیث، عضو شورای عالی علمی مرکز دائرة المعارف بزرگ اسلامی و سفیر ایران در سازمان یونسکو بوده‌است‌.
وی عضو پیشین دانشگاه امام صادق، عضو پژوهشگاه علوم انسانی و مطالعات فرهنگی و مدیر کنونی گروه نشانه‌شناسی هنر در فرهنگستان هنر جمهوری اسلامی ایران است.

## زندگی
او در خانواده به دنیا و کودکی خود را در محله سپری کرد. او هم‌زمان با تحصیلات دوره دبیرستان، به فراگیری زبان عبری پرداخت.
با پایان یافتن تحصیلات دبیرستان در رشتهٔ انسانی، وی سربازی خود را گذراند. او در کنکور، با رتبه ششصد و شصت و شش ۶۶۶ رشته علوم انسانی وارد دانشگاه شد.
وی همزمان با فراغت از تحصیل کارشناسی در دانشگاه، همکاری خود را با مرکز دایره المعارف بزرگ اسلامی آغاز نمود.
او در سال ۱۹۹۳ در رشتهٔ ادیان در دانشگاه دولتی قزاقستان در آلماتی فارغ‌التحصیل شد. سه سال بعد یعنی در سال ۱۹۹۶، وی در رشتهٔ تاریخ در همان دانشگاه به پایان رساند.
او افزون بر تسلط بر زبان‌ فارسی، با برخی از زبان‌ها نیز آشنایی دارد. ازجمله، وی کتابی را به زبان‌ قرقیزی به نگارش درآورده، و در مقاله ایی از منابعی به دو زبان مختلف بهره جسته. برای نمونه، مقالهٔ «پُماک» در جلد ۱۳ دائرةالمعارف بزرگ اسلامی را می‌توان یاد کرد که دربارهٔ قومی است مهاجر که در تاریخ پرنشیب و فراز خود به سرزمین‌های مختلف مهاجرت کرده‌اند و به همین سبب در منابع اقوام مختلف دربارهٔ ایشان مطلب نوشته شده است.

از چپ: فرزان سجودی، کورش صفوی و احمد پاکتچی، دومین کارگاه معنی‌شناسی، پژوهشگاه علوم انسانی و مطالعات فرهنگی، خرداد ۱۳۹۰

وی بین سال‌های ۱۳۹۳ تا ۱۳۹۵ در دانشگاه ملی قزاقستان به تدریس پرداخت. وی با مراجعت به ایران از سال ۱۳۷۸ تاکنون عضو دانشگاه امام صادق در گروه الهیات و معارف اسلامی، عضو مرکز دائرة المعارف بزرگ اسلامی، عضو نشانه‌شناسی فرهنگستان هنر، و عضو حلقه نشانه‌شناسی تهران است. همچنین تدریس عنوان درسی «اصطلاح‌شناسی تاریخ علم» در پژوهشکده تاریخ علم دانشگاه تهران برای نخستین بار بر عهدهٔ وی بوده است. وی در این درس که برای دانشجویان کارشناسی ارشد رشتهٔ «تاریخ ریاضی، نجوم و فیزیک و فن آوری در دورهٔ اسلامی» ارائه می‌گردد، با ترسیم کلیاتی در بارهٔ زبان یونانی باستان و تعاملهای زبان عربی با یونانی و دیگر زبان‌ها، چگونگی وضع اصطلاحات فلسفی و علمی در دورهٔ اسلامی را بازمی کاود.
کوششهایش را می‌توان در چند زمینه دسته‌بندی کرد: نخست آثار علمی او در حوزه اسلام‌شناسی که شمار زیادی از این آثار با این حوزه پیوند خورده است؛ زمینه‌هایی همچون تاریخ حدیث، تاریخ قرائات، تاریخ فقه، تاریخ فرق اسلامی، خوارج‌شناسی، شیعه‌شناسی، تاریخ تصوف، مطالعات نهج البلاغه و جز آن. وی مقالات متعددی در این زمینه‌ها تألیف نموده است.
کوششها را می‌توان در راستای بومی کردن روش‌های مطالعهٔ تاریخی در حوزه مطالعات اسلامی ارزیابی نمود.

## سوابق علمی و اجرایی
- عضو گروه فقه، علوم قرآنی و حدیث دائرة المعارف بزرگ اسلامی، از سال ۱۳۷۰ تا ۱۳۹۳
- عضو شورای عالی علمی مرکز دائرة المعارف بزرگ اسلامی از سال ۱۳۶۸ تا کنون
- معضو گروه علوم قرآن و حدیث دانشگاه امام صادق، سال ۱۳۷۸
- عضو گروه نشانه‌شناسی هنر، فرهنگستان ایران، سال ۱۳۸۱ش
- عضو گروه نشانه‌شناسی، سال ۱۳۸۶
- عضو وابسته گروه مطالعات روسیه و اروپای شرقی، مؤسسه مطالعات آمریکای شمالی و اروپا، دانشگاه تهران، از سال ۱۳۸۴ش تا کنون
- عضو مؤسسه مطالعات روسیه، آسیای مرکزی و قفقاز (ایراس)، از سال ۱۳۸۳ش تاکنون[۷]

## آثار
- «مکاتب فقه امامی ایران پس از شیخ طوسی تا پایگیری مکتب حله » احمد پاکتچی، تهران: دانشگاه امام صادق، ۱۳۸۵
- «اسلام: پژوهشی تاریخی و فرهنگی»، عنایت الله رضا، علی بهرامیان، عبدالحسین زرین کوب، محمدعلی مولوی، مهدی محقق، سیدحسین نصر، فتح‌الله مجتبایی، آذرتاش آذرنوش، ابوالقاسم گرجی، احمد پاکتچی، صادق سجادی، شرف الدین خراسانی، مسعود جلالی مقدم، یوسف رحیم لو، فرامرز حاج منوچهری، عبدالامیر سلیم، ناصر گذشته، علی اکبر دیانت، محمدکاظم موسوی بجنوردی (زیرنظر)، تهران: وزارت فرهنگ و ارشاد اسلامی، ۱۳۸۴
- «ایران: تاریخ، فرهنگ، هنر»، علی بهرامیان، حسن رضایی باغ بیدی، عبدالحسین زرین کوب، زهره زرشناس، مهری باقری، سیدحسین نصر، قمر آریان، اصغر دادبه، روزبه زرین کوب، یونس کرامتی، علی بلوکباشی، احمد پاکتچی، محمدحسن گنجی، محمدحسن سمسار، فاطمه لاجوردی،(زیرنظر) محمدکاظم موسوی بجنوردی ، تهران: وزارت فرهنگ و ارشاد اسلامی، ۱۳۸۵
- «مولد امیرالمؤمنین نصوص مستخرجه من التراث الاسلامی»، احمد پاکتچی، تهران، ۱۳۸۲
- «مایه‌های فلسفی در میراث ایران باستان: پیجویی شاخصه‌ها برای رده‌بندی مکاتب مزدایی»، احمد پاکتچی، تهران: دانشگاه امام صادق، ۱۳۸۷
- «نقد متن»، احمد پاکتچی، تهران: دانشگاه امام صادق، ۱۳۸۹
- «تاریخ حدیث»، احمد پاکتچی، تهران: دانشگاه امام صادق، ۱۳۸۹
- «تاریخ تفسیر»، احمد پاکتچی، تهران: دانشگاه امام صادق، ۱۳۸۷
- «ماهیت علوم قرآن»، احمد پاکتچی (به همراه دیگران)، تهران: دانشگاه امام صادق، ۱۳۸۷
- «علل الحدیث، به ضمیمهٔ بازشناسی متن مصباح الشریعه»، احمد پاکتچی، تهران: دانشگاه امام صادق، ۱۳۸۹
- «روش تحقیق عمومی»، احمد پاکتچی، تهران: دانشگاه امام صادق، ۱۳۸۸
- «روش تحقیق با تأکید بر مطالعات اسلامی»، احمد پاکتچی، تهران: دانشگاه امام صادق، ۱۳۸۷